# 樹匐螈科
樹匐螈科 （學名：Dendrerpetontidae）為已滅絕的離片椎目下之一科，生存於石炭紀的歐洲和北美洲。